# Artūrs Garonskis
Artūrs Garonskis (russisch Артур Янович Гаронскис; * 25. Mai 1957 in Riga, Lettische Sozialistische Sowjetrepublik) ist ein ehemaliger sowjetischer Ruderer. Er gewann eine olympische Silbermedaille.
Der 1,84 m große Artūrs Garonskis von Dinamo Riga gewann bei den Junioren-Weltmeisterschaften 1975 den Titel im Zweier mit Steuermann. Zwei Jahre später trat er bei den Weltmeisterschaften 1977 im Vierer mit Steuermann an und belegte den vierten Platz. 1979 startete der Vierer in der Besetzung Artūrs Garonskis, Dzintars Krišjānis, Dimants Krišjānis, Žoržs Tikmers und Steuermann Juris Bērziņš. Bei den Weltmeisterschaften 1979 erreichte das Boot den zweiten Platz hinter dem Vierer aus der DDR. In der gleichen Besetzung gewannen die für die Sowjetunion startenden Letten auch die Silbermedaille bei den Olympischen Spielen 1980 in Moskau, erneut war nur der DDR-Vierer vor ihnen im Ziel.